# Động vật giáp xác
Động vật giáp xác (Crustacea) còn gọi là động vật vỏ giáp hay động vật thân giáp là một phân ngành động vật Chân khớp được đặc trưng bởi bộ xương ngoài bằng kitin và vỏ ngoài bằng calci được vôi hoá. Giáp xác là một phân ngành lớn và đa dạng gồm hơn 44.000 loài như cua, tôm hùm, tôm càng, tôm, tôm nước ngọt, lân hà, Oniscidea, ốc mượn hồn và hà biển. Chúng thường sống dưới nước và hô hấp bằng mang. Đa số các loài giáp xác sống ở biển, bên cạnh đó cũng có nhiều loài sống ở nước ngọt. Một vài nhóm giáp xác sống ở trên cạn không phải là những động vật thực sự thành công về mặt tiến hóa nhưng hầu hết chúng vẫn đòi hỏi một môi trường ẩm ướt để tồn tại. Rận nước có kích thước khoảng 2mm. Di chuyển nhờ vận động của đôi râu lớn. Rận nước mùa hạ chỉ sinh sản toàn con cái, là thức ăn chủ yếu của cá.

## Kích thước
Động vật giáp xác có thể được chia thành hai nhóm chính dựa trên kích thước của chúng.
- Nhóm có kích thước lớn: Bao gồm các đại diện của các lớp Branchiopoda (Chân mang), Copepoda (Chân chèo), Cirripedia (Chân tơ)
- Nhóm có kích thước nhỏ: Bao gồm các loài có kích thước hiển vi cho tới kích thước khoảng 5 cm. Hầu hết các loài này sống ở biển và là thành phần quan trọng của sinh vật phù du, đóng vai trò lớn trong chuỗi thức ăn.

Nhiều loài chân chèo là nguồn thức ăn cho cá nhỏ, thậm chí chúng là những con vật ký sinh trên da hay mang cá. Trong nhóm này, được biết rõ nhất là các thành viên trong giống Daphnia (rận nước) và Cyclops (thuộc bọ chân chèo).
Bộ chân đều (Isopoda) là nhóm duy nhất có đại diện là thành viên trên cạn thực sự. Trong nhóm này có thể kể đến rận cây, mọt gỗ, hay rệp tròn. Những sinh vật nhỏ này có thể được tìm thấy ở dưới các khúc cây đổ, dưới các tảng đá và những nơi ẩm thấp khác. Khi bị làm phiền chúng thường cuộn người lại vào bên trong bộ xương ngoài (lớp vỏ kitin).

## Hình dạng
Tất cả động vật giáp xác có hình dạng phần đầu-ngực giáp với nhau, cơ thể được bao bọc với một bộ xương ngoài bằng kitin, nhờ lớp vỏ thấm calci và vôi hóa làm cho vỏ giáp xác rất cứng cáp, có loại vỏ có màu rất đẹp hay rất mỏng manh và trong suốt (như ở rận nước). Vì lớp vỏ cố định nên nó phải được thay thế định kỳ khi con vật tiến hành quá trình biến thái (từ dạng ấu trùng bơi tự do cho đến khi trưởng thành) hay chỉ đơn giản là phát triển nhô ra ngoài lớp vỏ. Dạng ấu trùng bơi tự do đặc trưng cho giáp xác được gọi là ấu trùng Nauplius, là dạng có cơ thể không phân đốt, một mắt và 3 cặp chân giả.
Cũng như tất cả các thành viên khác trong ngành Động vật chân đốt, giáp xác trưởng thành có cơ thể và chân phân đốt. Các đốt thường liên kết lại tạo thành 2 phần phân biệt là đầu-ngực và bụng. Phần lớn động vật giáp xác trong nhóm lớn có phần đầu và ngực hợp lại thành phần đầu-ngực, phần này được bảo vệ bởi một phần của bộ xương ngoài khá lớn và được gọi là giáp đầu ngực. Trên đầu có hai cặp râu, một mắt điểm (điểm mắt), hai mắt kép và 3 cặp phụ miệng. Các phần phụ của giáp xác đã trải qua quá trình tiến hóa để thích nghi một cách đa dạng với các chức năng khác nhau như: bơi, bò, cơ quan cảm giác. Nhiều loài có cặp chân ngực thứ nhất biến đổi thành vuốt hoặc càng. Các mang thường được gắn ở phần gốc của các cặp chân ngực, vận động của chân ngực sẽ tạo dòng nước chảy qua mang, giúp cho quá trình hô hấp diễn ra.

## Sinh sản
Trừ chân mang là phân lớp nguyên thủy có sinh sản đơn tính, còn lại hầu hết lớp giáp xác đều sinh sản hữu tính, có giới tính phân chia rõ ràng. Nhiều loài trứng được giữ ở dưới các đốt bụng của con cái.

## Lịch sử địa chất học
Mặc dù các hóa thạch giáp xác hiếm hơn so với trùng ba lá nhưng số lượng các dạng của chúng khá phổ biến trong các lớp địa chất thuộc kỷ Creta cũng như trong Đại Tân sinh. Hầu hết những giáp xác nhỏ như tôm có bộ xương ngoài khá mỏng manh, do vậy các hóa thạch của chúng thường không đầy đủ. Tuy nhiên, các nhóm giáp xác như cua và tôm hùm có bộ xương ngoài dày hơn và nó thường được làm cứng bởi CaCO3, do vậy các hóa thạch của chúng thường tốt hơn. Các hóa thạch của động vật hầu như rất hiếm và người ta biết rất ít về lịch sử của chúng từ Đại Trung sinh trở về trước. Các mẫu được bảo tồn tốt nhất được tìm thấy trong các hóa thạch thuộc kỷ Creta và Đại Tân sinh...

## Phân loại và phát sinh loài
| Lớp                                                                                           | Bộ | Ảnh đại diện                                                    |
| --------------------------------------------------------------------------------------------- | --- | --------------------------------------------------------------- |
| Ostracoda (Giáp trai)                                                                         | Myodocopida Halocyprida PlatycopidaPodocopida                                                                                           | Cylindroleberididae (Myodocopida)                               |
| Mystacocarida                                                                                 | Mystacocarida | Ctenocheilocaris galvarini                                      |
| Ichthyostraca (hoặc các phân lớp Branchiura và Pentastomida có thể được công nhận là các lớp) | Cephalobaenida Porocephalida Raillietiellida Reighardiida Arguloida (rận cá)                                                            | Argulus coregoni (Arguloida) Armillifer grandis (Porocephalida) |
| Thecostraca                                                                                   | Facetotecta Dendrogastrida Laurida Cryptophialida Lithoglyptida etc.                                                                    | Chthamalus stellatus (Hà Poli) (Cirripedia)                     |
| Copepoda (Chân chèo)                                                                          | Calanoida Polyarthra Cyclopoida Gelyelloida Harpacticoida Misophrioida etc.                                                             | Gaetanus brevispinus                                            |
| Tantulocarida                                                                                 | | Microdajus sp.                                                  |
| Malacostraca (Giáp mềm)                                                                       | Stomatopoda (Tôm tít) Decapoda (Mười chân) Euphausiacea (Hình tôm) Isopoda (Chân đều) Cumacea (Tôm dấu phẩy) Amphipoda (Chân khác) etc. | Ocypode ceratophthalma (Còng gió) (Decapoda)                    |
| Cephalocarida (Giáp đầu)                                                                      | Brachypoda | Hutchinsoniella macracantha                                     |
| Branchiopoda (Chân mang)                                                                      | Anostraca (Tôm tiên) Notostraca (Tôm nòng nọc) Laevicaudata Spinicaudata etc.                                                           | Triops longicaudatus (Notostraca)                               |
| Remipedia (Chân chèo cổ)                                                                      | Nectiopoda †Enantiopoda | Speleonectes tanumekes                                          |
| Hexapoda (Sáu chân)                                                                           | Odonata (Chuồn chuồn) Orthoptera (Cánh thẳng) Coleoptera (Cánh cứng) Neuroptera (Cánh gân) Hymenoptera (Cánh màng) etc.                 | Aulacophora foveicollis (Bọ bầu vàng) (Coleoptera)              |